# 布洛爾斯鎮區 (明尼蘇達州奧特泰爾縣)
布洛爾斯鎮區（英語：Blowers Township）是位於美國明尼蘇達州奧特泰爾縣的一個行政鎮區。

## 歷史
布洛爾斯鎮區於1884年設立。鎮區得名自縣政府專員A·S·布洛爾斯（A. S. Blowers）。

## 地方資料
布洛爾斯鎮區的面積為92.20平方千米，當中陸地面積為92.10平方千米，而水域面積為0.10平方千米。根據2020年美國人口普查的數據，當地共有人口360人，而人口密度為每平方千米3.9人。